# Karl Gayer

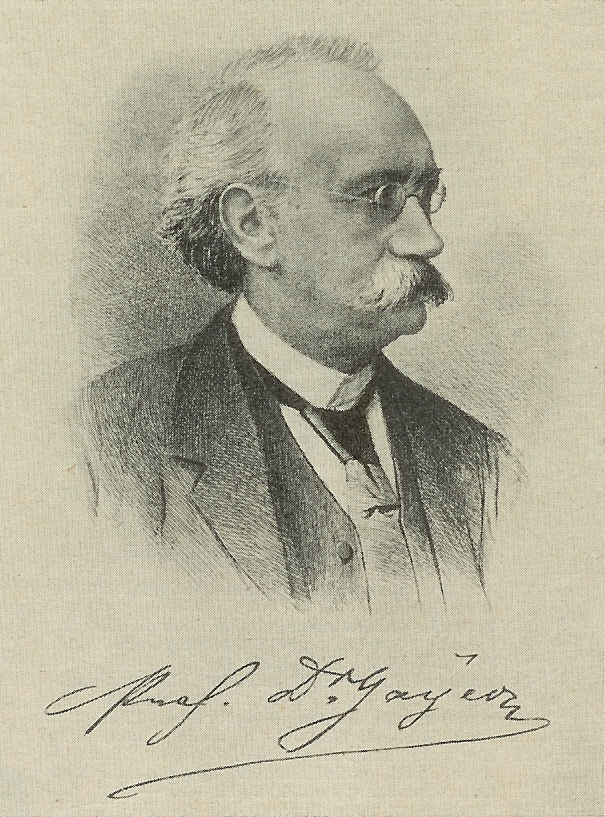
Karl Gayer

Johann Christian Karl Gayer, född 15 oktober 1822 i Speyer, död 1 mars 1907 i München, var en tysk skogsman.
Gayer blev 1855 professor i skogshushållning vid Aschaffenburgs skogsinstitut i Bayern och var 1878-91 professor vid universitetet i München med skogsteknologi som huvudämne. Gayer valdes 1889 till rektor för universitetet och höll vid tillträdet av detta ämbete ett mycket berömt tal, Der Wald im Wechsel der Zeiten (Skogen i tidernas lopp). Genom sina skrifter utövade Gayer stort inflytande på skogshushållningen. Hans klassiska arbete Der Waldbau (två band, 1878-80) åstadkom en stor förändring i den dåtida tyska skogsskötseln. Gayer var nämligen den förste i den tyska skogslitteraturen, som framhöll skogsbiologins synpunkter. Han förfäktade nödvändigheten av naturlig föryngring för att få produktionskraftiga skogar, och hans utförande av blädning ("Gayerska blädningen") har vunnit tillämpning i flera länder. Även Gayers stora lärobok Die Forstbenutznng (två band, 1863) blev högt uppskattad.

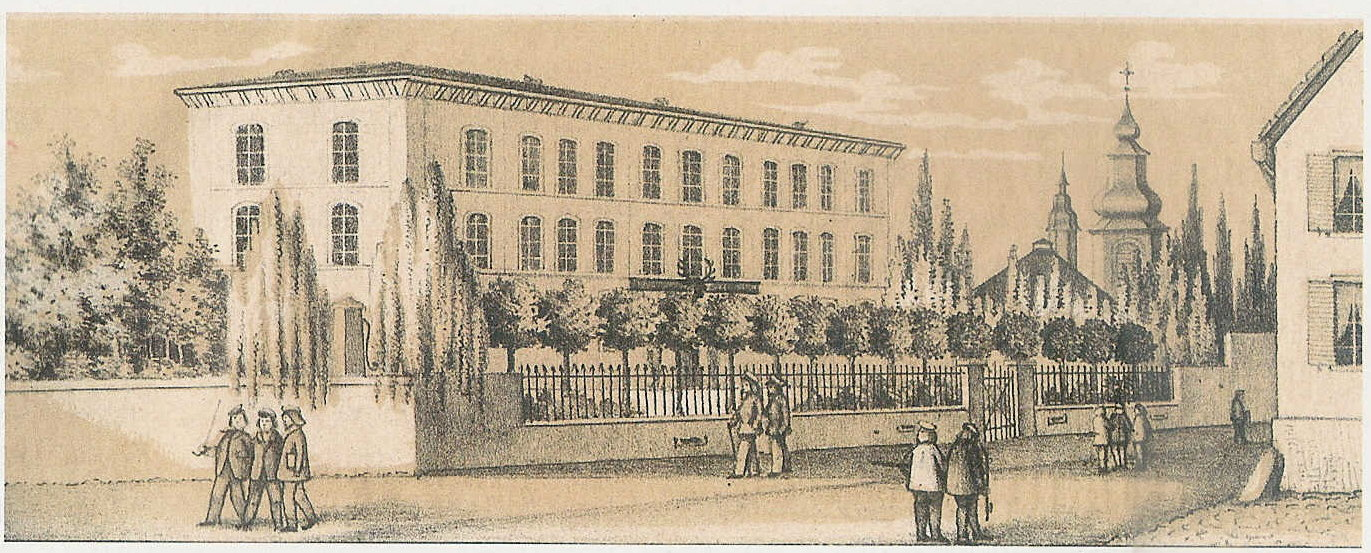
Bayerische Forstlehranstalt i Aschaffenburg (1854)